# Vitale Venzi
Vitale Emilio Venzi (* 14. Dezember 1903 in Ponte in Valtellina; † 16. Juli 1944 in Treviglio) war ein italienischer Skisportler, der im Skispringen, der Nordischen Kombination und im Skilanglauf aktiv war.

## Werdegang
Bei den Nordischen Skiweltmeisterschaften 1927 in Cortina d’Ampezzo erreichte er von der Großschanze den 6. Platz. Ein Jahr später gewann er Silber bei den italienischen Meisterschaften im Skispringen sowie Gold in der Nordischen Kombination. Bei den Olympischen Winterspielen 1928 in St. Moritz startete er in allen drei seiner Disziplinen. Dabei erreichte er im Skispringen den 13. Platz. Im Einzel der Nordischen Kombination kam er auf den 20. Platz. Über 18 Kilometer Skilanglauf erreichte er den 35. Platz. Ein Jahr später gewann er beide italienischen Meistertitel im Skispringen und der Kombination. Ein Jahr später sowie 1933 gewann er noch einmal Gold im Skispringen.